# Гірнича промисловість М'янми
Гірнича промисловість М'янми

## Загальна характеристика
У 1988–1989 рр. частка мінерально-сировинного сектора економіки сектора у виробництві валового внутрішнього продукту країни становила 0,7%, 1996–1997 рр. — 1,1%, 2001–2002 — 0,8%. Бюджет Міністерства гірничої промисловості і Міністерства енергетики на 1998–1999 р. становив відповідно 12,5 і 3,0 млн дол. У 1997–1998 р. іноземні інвестиції в економіку Бірми (М'янми) становили 777 млн дол., в тому числі в нафтогазову пром-сть 172,1 і гірничу 2,7 млн дол. У фізичному вираженні виробництво продукції сектора за 1997–1998 звітний рік склало (в т): Sn-конц-тів 154; W-конц-тів 18; Sn-W-конц-тів 31; Cu-конц-тів 14634; Cu катодної 166; Pb 1585; вугілля 29849; бариту 20467; гіпсу 40642; MnO 77; хроміту 4059; Au 181 кг; Ag 9381 кг [Mining J. — 1999. — 333, 8553, Suppl. Asia and Austr.]. На руднику Моуньюа/Сабетаун енд К'їсінтаун (S&K Mine) в 1998 р. була введена в експлуатацію установка SX-EW по випуску високочистих мідних катодів. Станом на 1998 р. приватизовано майже всі підприємства з видобутку жада, дорогоцінних каменів, Au і Sn-W-руд.
У гірничій галузі на межі ХХ-XXI ст. відбувається активний процес приватизації. На 2001 р у державній власності залишається тільки один золотодобувний рудник (Kyaukpahto), три базові металеві рудники (Bawdwin, Bawsaing і Yadanatheingi) і два вугільних рудника (Kalewa і Namma) [Mining Annual Review 2002].
У п'ятирічному Плані економічного розвитку країни (з 2001–2002 до 2005–2006) гірничий сектор зберігає п'яту позицію за сільським господарством, скотарством, рибальством і лісництвом.
Таблиця 1. — Динаміка виробництва окремих металів та мінералів у М'янмі,* т.
| Сировина                         | 1999-2000 | 2000-2001 | 2001-2002 |
| Олов'яний концентрат             | 426       | 636       | 241       |
| Вольфрамовий концентрат          | 22        | 2         | 1         |
| Олов'яно-вольфрамовий концентрат | 184       | 222       | 70        |
| Катодна мідь                     | 27 853    | 26 546    | 21 184    |
| Свинець                          | 1 717     | 775       | 1 200     |
| Золото, кг                       | 116       | 100       | 84        |
| Срібло, кг                       | 2 159     | 2 019     | 559       |
| Вугілля                          | 42 773    | 52 553    | 34 513    |
| Барити                           | 27 679    | 32 669    | 24 232    |
| Гіпс                             | 43 102    | 52 573    | 63 031    |

- [Mining Annual Review 2002].

## Окремі галузі
Нафтогазовий сектор. Нафтові промисли в основному приурочені до долини Іраваді (родовища Манн, Енанджаун, Чау і Сінгу). Під час Другої світової війни видобуток сильно скоротився через руйнування свердловин, трубопроводів і нафтопереробних підприємств. У післявоєнні роки галузь була відновлена. У 1995 була підписана угода з трьома іноземними нафтовими компаніями щодо прокладки трубопроводу довжиною бл. 420 км від шельфових родовищ в затоці Моутама (Мартабан) в Таїланд.
У 2003 р. консорціум, очолюваний компанією TotalFinaElf, розглядає питання про освоєння газових родовищ Сейн (Sein) і Бадам'яр (Badamyar), розташованих на шельфі М'янми, в районі родовища Ядана, що розробляється. Всі три родовища приурочені до блоків M-5 і M-6, приблизно за 320 км південніше м. Рангун. Запаси газу родовища Ядана визначаються в 161 млрд куб.м. Попередня оцінка запасів родовищ Сейн і Бадам'яр — 5.7 млрд м³ і 14.15 млрд м³ відповідно. Консорціум має намір в найближчі 4-5 років пробурити на родовищах Сейн і Бадам'яр дві свердловини. До 2005 р. планується встановити середнього розміру платформу з компресорним обладнанням на родов. Ядана, що дозволить збільшити постачання газу в М'янму і Таїланд з 18.4 до 24 млн куб.м/добу [Oil & Gas Journal online].
Металічні корисні копалини. Свинець і срібло добувають в Бодуїні (на півночі області Шан). Це родовище поліметалічних руд — одне з найбільших у світі, з високим змістом срібла, свинцю і цинку.
У жовтні 1998 р компанія Myanmar Golden Point Family спільно з держ. інституціями експлуатує золотодобувне підприємство Phayaung Taung. Проектна продуктивність збагачувальної фабрики підприємства 50 т/добу з вилученням 11 кг Au на рік. Запаси руди 3,18 млн т з середнім вмістом Au 4,8 г/т.
Таблиця 2. — Динаміка виробництва рафінованого золота у М'янмі*.
| Рік       | Виробництво, кг |
| 1993-1994 | 50,98           |
| 1994-1995 | 163,95          |
| 1995-1996 | 96,58           |
| 1996-1997 | 171,78          |
| 1997-1998 | 181,28          |
| 1998-1999 | 121,70          |
| 1999-2000 | 116,05          |
| 2000-2001 | 96,71           |
| 2001-2002 | 64,43           |

- [Mining Annual Review 2002].

Компанія Myanmar Ivanhoe придбала в Управління МЕ I всі активи міднорудного гірничо-металургійного підприємства Моніва (Monywa) і з 1999 р. почала відробку кар'єрів Сабетаун-Кийсінтаун (Sabetaung-Kyisintaung) загальною продуктивністю 3,5 млн т/рік, що забезпечує виробництво 25 тис. т катодної Cu на рік. Загальні запаси руди в полі підприємства оцінюються в 126,8 млн т з середнім вмістом Cu 0,49%, ресурси суміжного родов. Летпадаун Таун 1069 млн т руди з середнім вмістом Cu 0,4%.
Основні видобувні підприємства олово-вольфрамових руд у 2001 р: Mawchi (KMTC) — 442,59 т; Heinda (MPC) — 529,69 т; Kanbauk — 55,49 т; Hermyingyi — 27,15 т; Kyaukmedaung — 65,76 т; Bokepyin — 56,50 т; Theindaw — 1,00 т; орендовані об'єкти: Pyinmana — 62,40 т; Mawlamyaing — 3,55 т; Dawai/Yebyu — 98,78 т; Myeik — 26,99 т. Загалом — 1 369,90 т.
Станом на 2003 р. освоєння латеритного нікелевого родовища Тагаун-Таун (Tagaung Taung) в північній частині М'янми повністю залежить від наявності електроенергії, необхідної для будівництва феронікелевого пірометалургійного заводу. Австралійська компанія Mount Burgess Mining — один з основних претендентів на будівництво підприємства, яке розташують за 200 км на північ від м. Мандалей. Виявлені ресурси латеритного нікелевого родовища Тагаун-Таун оцінюються в 40 млн т руди, що містить в середньому 2% нікелю. Відробляння родовища буде тривати 20 років. Переважну частину феронікелю планують експортувати в Японію [Metal Bulletin. 2003].
Традиційно видобуток дорогоцінних каменів здійснюють на відомому кам'яному тракті Моґок (Mogok) в місцевості Мандалай (Mandalay) і новому розвіданому кам'яному тракті Мьонґшу (Möngshu) в штаті Шан (Shan).
Найбільшу славу отримали рубіни Могок (Північно-Східна М'янма). Тут в «долині рубінів» протягом майже п'ятнадцяти століть (до самого нашого часу) видобували найкращі у світі рубіни відтінку «голубиної крові» (чистий, яскравий, глибокий червоний колір).The Burma Ruby Mines, Ltd. [Архівовано 17 липня 2011 у Wayback Machine.]